# 쓰리두들러

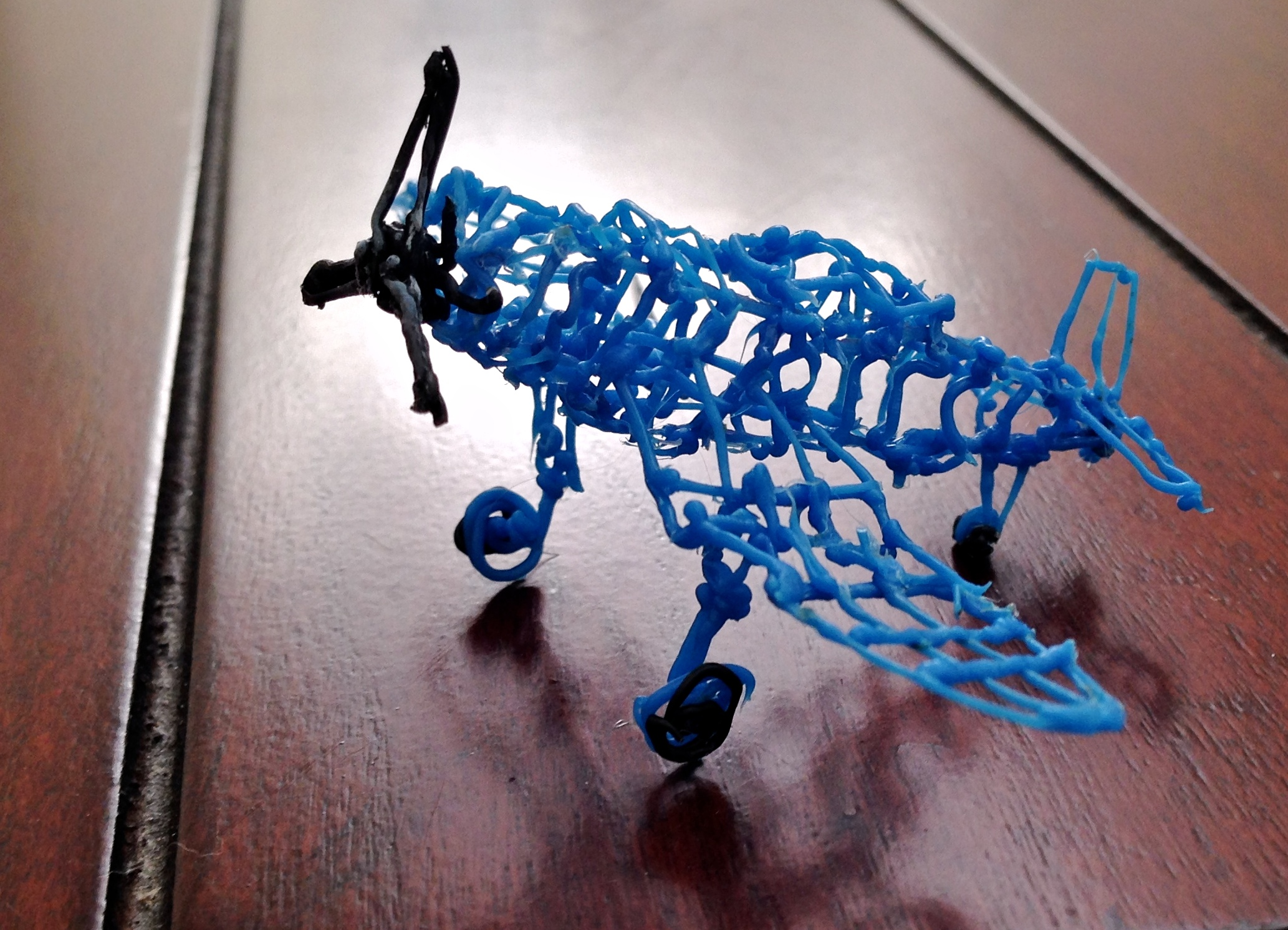
쓰리두들러

쓰리두들러(3Doodler)는 워블워크스(WobbleWorks, Inc.)의 피터 딜워스(Peter Dilworth), 맥스웰 보그(Maxwell Bogue), 대니얼 코언(Daniel Cowen)이 공동 개발한 3D 펜이다.
쓰리두들러는 거의 즉각적으로 냉각되는 가열된 플라스틱을 입체적인 물체를 자유자재로 만들 수 있도록 고체적이고 안정적인 구조로 밀어내는 작업을 한다. ABS 수지, PLA 수지, 열 폴리우레탄 가운데 하나로 만들어진 플라스틱 실을 이용하여 펜을 통해 이동하면서 특허받은 과정을 거쳐서 냉각한다.
쓰리두들러는 플라스틱이 끝에서 돌출되는 방식 때문에 3D 인쇄용 접착총으로 설명되어 왔는데 플라스틱 실의 한쪽 발은 "약 11피트(3.3528 미터) 정도 돌출된 재료"와 동일하다. 쓰리두들러에는 3가지 모델이 있는데 어린이를 위한 스타트(Star), 일반 소비자를 위한 크리에이트(Create), 전문가를 대상으로 하는 프로(Pro) 모델이 있다.